# Kimmie Meissner
Kimmie Meissner (4 de octubre de 1989) es una patinadora artística sobre hielo estadounidense, campeona estadounidense sobre hielo del año 2007, campeona de los Cuatro Continentes en 2007 y campeona del mundo del año 2006. Meissner es la segunda patinadora estadounidense que logró completar un Axel triple en competición. Fue la más joven competidora de los Estados Unidos en los Juegos Olímpicos de  2006, donde obtuvo la sexta posición.